# Faver
Faver é uma comuna italiana da região do Trentino-Alto Ádige, província de Trento, com cerca de 816 habitantes. Estende-se por uma área de 9 km², tendo uma densidade populacional de 91 hab/km². Faz fronteira com Salorno (BZ), Valda, Segonzano, Cembra.